# Vittorio Ambrosio
Vittorio Ambrosio (Torino, 28 luglio 1879 – Alassio, 19 novembre 1958) è stato un generale italiano.
Partecipò alla Guerra italo-turca e alla prima guerra mondiale. Nel 1941, durante la seconda guerra mondiale, comandò la 2ª Armata che occupò con successo la Dalmazia durante l'invasione della Jugoslavia. L'anno successivo fu Capo di Stato Maggiore dell'Esercito. Dal 1º febbraio al novembre 1943 fu Capo di Stato Maggiore generale ed ebbe un ruolo importante durante le complesse vicende dell'armistizio dell'8 settembre 1943.

## Biografia

### La gioventù, la carriera militare e la Grande Guerra
Nato a Torino il 28 luglio 1879, entrò come allievo alla Scuola Militare Nunziatella nel 1893. Ammesso successivamente all'Accademia Militare di Modena il 30 settembre 1896, ne uscì il 14 settembre 1898 con la nomina a Sottotenente nell'Arma di Cavalleria. Assegnato al 20º Reggimento Cavalleggeri di Roma, il 15 agosto 1907 terminò con successo il corso della Scuola di Guerra e fu promosso al grado di Tenente. Il 1º novembre successivo iniziò il corso di esperimento pratico di servizio presso il Comando di Roma, e lo proseguì presso la Divisione Militare Territoriale di Alessandria, a partire dal 1º giugno 1908.
Nel 1909 prestò servizio nel 7º Corpo d'armata. L'anno successivo conseguì la promozione al grado di Capitano e nel 1911 fu destinato al Reggimento Cavalleggeri di Lucca, a capo di uno squadrone. Ha partecipato alla Guerra italo-turca, rientrando dalla Libia nel luglio 1913. Fu successivamente destinato allo Stato Maggiore della 3ª Divisione di Cavalleria Lombardia a Milano.
Nel maggio 1915, con l'ingresso dell'Italia nella prima guerra mondiale fu destinato al fronte delle Alpi Giulie, e, nel 1916, fu nominato maggiore nell'Arma di Cavalleria. Il 25 febbraio 1917 fu promosso al grado di tenente colonnello. Messosi particolarmente in luce dopo la ritirata di Caporetto, nell'azione di protezione del ripiegamento della 2ª Armata fra il Tagliamento e le linee del Piave, Ambrosio, il 6 gennaio 1918, conseguì la promozione al grado di colonnello nell'Arma di Cavalleria.

### Il primo dopo guerra e il regime fascista
Il 13 febbraio 1919 fu nominato Capo di Stato Maggiore della 26ª Divisione Catania e mobilitato a Bolzano in zona d'armistizio. Il 25 maggio 1919, Ambrosio divenne Capo di Stato Maggiore della 3ª divisione di Cavalleria.
Il 20 giugno 1922, a Milano, assunse il comando del Reggimento Savoia Cavalleria e, successivamente, l'incarico di vice comandante della Scuola di applicazione di Cavalleria a Pinerolo.
Il 19 dicembre 1926, conseguita la promozione al grado di generale di brigata, divenne il comandante della Scuola di applicazione di Cavalleria.
Nel febbraio 1932 conseguì la promozione al grado di generale di divisione.
Il 15 marzo 1932 fu nominato comandante della 2ª Divisione Celere "Emanuele Filiberto Testa di Ferro" a Bologna; il 19 ottobre 1933, Ispettore delle Truppe Celeri a Roma; il 30 ottobre 1935 assunse l'incarico di comandante del corpo d'armata della Sicilia a Palermo.
Il 30 novembre 1935 fu promosso al grado di generale di corpo d'armata; il 10 dicembre 1938 lasciò il comando del corpo d'armata della Sicilia e ricevette la designazione a generale d'armata, per il comando della 2ª Armata.

### La caduta del fascismo
Nell'aprile 1941, scoppiata la seconda guerra mondiale, Vittorio Ambrosio partecipò alle operazioni sul fronte jugoslavo, ottenendo in pochi giorni notevoli successi. Mettendosi in luce come comandante di grande capacità e chiarezza di visioni operative, Ambrosio fu nominato Commendatore dell'Ordine Militare di Savoia, per il complesso delle sue brillanti operazioni. Il 20 gennaio 1942 fu nominato Capo di Stato Maggiore dell'Esercito; il 29 ottobre seguente conseguì la promozione al grado di generale d'armata. Il 2 febbraio 1943 assunse l'incarico di Capo di Stato Maggiore generale, succedendo al maresciallo Ugo Cavallero. Al suo posto, Ambrosio propose - e ottenne - a Capo di Stato Maggiore dell'Esercito il ritorno di Mario Roatta, con il quale aveva collaborato nella campagna jugoslava; riuscì anche a ottenere la nomina a sottosegretario al Ministero della Guerra di un ufficiale non particolarmente allineato con il partito fascista, e cioè il generale Antonio Sorice.
Ambrosio, insieme al suo braccio destro, generale Giuseppe Castellano e al generale Giacomo Carboni, portò avanti l'iniziativa politica sorta in ambito militare finalizzata allo sganciamento dell'Italia dall'alleanza con i tedeschi e poi mirante alla destituzione di Benito Mussolini, sostituendolo con un elemento di spicco dell'esercito (Pietro Badoglio o, in subordine, Caviglia). Tale azione fu autonoma rispetto a quella interna al Partito fascista, capeggiata da Dino Grandi, che si concretizzò con l'ordine del giorno presentato al Gran Consiglio del Fascismo e messo ai voti nella notte tra il 24 e il 25 luglio del 1943. Entrambe le iniziative contavano sull'intervento decisivo del sovrano.
Ambrosio tuttavia, inizialmente, non escludeva di convincere Mussolini a uscire dall'alleanza con la Germania per trattare una pace separata con gli anglo-americani su basi di neutralità. Dopo l'infruttuoso incontro del 19 luglio 1943, tra Mussolini e Hitler, l'azione del Capo di Stato Maggiore generale e del suo entourage fu definitivamente indirizzata alla sostituzione del Capo del Governo. Mantenendo sempre un filo diretto con il re, anche tramite il Ministro della Real Casa Pietro d'Acquarone, Ambrosio conobbe da quest'ultimo, il giorno 20, la decisione del sovrano di procedere alla destituzione di Mussolini e alla sua sostituzione con Badoglio. In realtà Vittorio Emanuele III ruppe gli indugi solo il 25 luglio, una volta approvato dal Gran Consiglio del Fascismo l'ordine del giorno Grandi, che rimetteva nelle sue mani il Comando Supremo delle Forze Armate. Ambrosio non si oppose al piano per l'arresto di Mussolini, elaborato dai suoi collaboratori Castellano e Carboni, con l'assenso del ministro Acquarone.
Dopo il 25 luglio, il Capo di Stato Maggiore generale occupò un ruolo assolutamente influente, ed autonomo dal Consiglio dei ministri, presieduto da Badoglio. Faceva infatti parte del Consiglio della Corona, presieduto dal sovrano, cui erano deputate le decisioni politiche più importanti; di tale organismo facevano anche parte il Maresciallo Badoglio, il Capo di Stato Maggiore dell'Esercito Roatta e il comandante dei servizi segreti Giacomo Carboni, in ruoli paritari ma subordinati al re. Fu infatti il Consiglio della Corona, e non il governo, il 7 agosto 1943, che approvò a maggioranza di due terzi, la decisione di uscire dalla guerra.

### L'armistizio con le forze alleate

Il generale Castellano firma l'armistizio a Cassibile

Nei giorni successivi, Ambrosio propose Giuseppe Castellano quale rappresentante italiano per le trattative di pace con gli anglo-americani. Le istruzioni che il Capo di Stato Maggiore dette al suo braccio destro, il 12 agosto 1943, furono di esporre la situazione militare italiana, ascoltare le intenzioni degli alleati e, soprattutto “dire che noi non possiamo sganciarci dalla Germania senza il loro aiuto”. Gli anglo-americani, invece, richiesero preliminarmente la resa incondizionata e la cessazione delle ostilità (poi formalizzate nell'Armistizio di Cassibile) e di rimandare di alcune settimane la sottoscrizione delle clausole più dettagliate della resa (cosiddetto “armistizio lungo”).
Il 1º settembre 1943 si tenne una riunione "allargata" del Consiglio della Corona, cui parteciparono il capo del Governo, il Ministro degli Esteri Raffaele Guariglia, il Capo di Stato Maggiore Generale, Ambrosio, il generale Castellano, il generale Roatta, il generale Carboni e il Ministro della Real Casa Pietro d'Acquarone, in rappresentanza del re, che, inspiegabilmente, era assente. Nonostante le obiezioni del generale Carboni, l'armistizio fu formalmente accettato. Il giorno 3 settembre 1943, a Cassibile, Giuseppe Castellano pose la sua firma alla conclusione della guerra tra l'Italia e le potenze alleate. All'atto della firma, tuttavia, Castellano non era consapevole che esistesse già la versione più dettagliata e penalizzante della resa, il cosiddetto "armistizio lungo", per la poca chiarezza in proposito, da parte degli angloamericani. Di conseguenza, nei cruciali giorni seguenti, neanche a Roma furono al corrente di questa importante circostanza.
Sin dalla fine di agosto Vittorio Ambrosio e lo Stato maggiore dell'esercito avevano elaborato per le Forze Armate la circolare op. 44, posta a conoscenza dei Comandanti di armata tra il 2 e il 5 settembre 1943. In tale circolare si ordinava “di interrompere a qualunque costo, anche con attacchi in forze ai reparti armati di protezione, le ferrovie e le principali rotabili alpine” e di “agire con grandi unità o raggruppamenti mobili contro le truppe tedesche”. La circolare op. 44 ne ricalcava una del precedente 10 agosto, ma la sua attuazione era condizionata ad ordini successivi. Sembra che Badoglio sia stato all'oscuro di tali istruzioni sino al giorno 3 settembre. Inoltre, il documento cartaceo della circolare op. 44 doveva essere distrutto col fuoco immediatamente dopo la notifica.
Nel frattempo, sottoscritto l'armistizio, gli alleati avevano trattenuto il generale Castellano a Cassibile e, il 5 settembre, avevano rimandato a Roma i suoi due accompagnatori, il Maggiore Luigi Marchesi e il pilota magg. Vassallo, senza comunicare la data esatta in cui doveva essere reso noto l'armistizio stesso. Castellano, tuttavia aveva dato loro una lettera per il generale Ambrosio con l'erronea indicazione – da riferire a Badoglio - che tale data sarebbe caduta tra i giorni 10 e 15 settembre, probabilmente il 12. I due emissari italiani, inoltre, avevano con loro dei documenti dove si comunicava che gli alleati, il giorno della dichiarazione dell'armistizio, avrebbero attuato lo sbarco di una divisione aviotrasportata, in quattro aeroporti nei pressi della Capitale (Operazione Giant 2).
Presa visione di tali documenti, il Capo di Stato Maggiore generale diramò un primo promemoria di attuazione della circolare op. 44, per mantenere il saldo possesso degli aeroporti romani di Cerveteri, Furbara, Centocelle e Guidonia. La mattina del 6 settembre, vi fu una riunione alla quale parteciparono il re, Badoglio, Ambrosio, e Ministro della Real Casa Acquarone. Dopo tale riunione, Ambrosio diramò un'ulteriore promemoria alla marina e ai comandanti delle truppe di stanza in Grecia e in Jugoslavia, di tenersi allertati, per il ricevimento di ordini “a viva voce”.

### L'8 settembre
La sera del 7 settembre 1943, dopo essere sbarcati a Gaeta, giunsero a Roma due ufficiali americani (Maxwell Taylor e William Gardiner) per concordare i particolari operativi della difficile Operazione Giant 2. In quell'occasione i due militari americani, visibilmente agitati a causa dei tempi ristretti e dell'urgenza, rivelarono che l'indomani 8 settembre era il giorno x, cioè il giorno della proclamazione dell'armistizio. In quel momento, rassicurato dalle precedenti informazioni, che individuavano il giorno 12 quale data di comunicazione, il Capo di Stato Maggiore Ambrosio era a Torino per motivi familiari e per prelevare e distruggere alcuni importanti documenti, così come poi egli dichiarò. Alle ore 23.00, quindi, i due ufficiali americani furono ricevuti dal generale Carboni, il quale fu preso dal panico e, contrariamente a quanto assicurato ad Ambrosio il giorno prima, sostenne con forza che lo schieramento italiano non avrebbe potuto resistere più di sei ore alle truppe tedesche. Il colloquio si trasferì allora nella residenza di Badoglio che, data l'ora tarda, fu appositamente svegliato, e dove il comandante dei servizi segreti riuscì a convincere il Capo del governo del suo punto di vista. Badoglio dettò allora un radiogramma per il generale Eisenhower, in cui si chiedeva l'annullamento dell'Operazione Giant 2 e il rinvio della dichiarazione dell'avvenuto armistizio.
Per tutta risposta, la mattina dell'8 settembre, il generale Eisenhower dettò un radiogramma ultimativo al Maresciallo Badoglio e richiese il ritorno dei due ufficiali americani; inoltre, dopo aver annullato – come richiesto - l'Operazione Giant 2, rese nota la stipula dell'armistizio tra l'Italia e le forze alleate, dalle onde di Radio Algeri, all'ora prevista. Rientrato a Roma nella mattinata dell'8 settembre, Ambrosio, alle 18.45, prese parte ad una concitata riunione del Consiglio della Corona, ove, nonostante la contrarietà del generale Carboni, i presenti decisero di accettare lo stato di fatto e il Capo del governo fu incaricato di comunicare alla nazione la conclusione della resa. L'annuncio del Maresciallo Badoglio avvenne un'ora dopo, dai microfoni dell'E.I.A.R.
Alle ore 0.20 del 9 settembre, Ambrosio decise di diramare un dispaccio radio con il quale si prescriveva alle forze armate di non aprire il fuoco sulle truppe tedesche, se non in caso di attacco di queste ultime e di permettere comunque il loro transito inoffensivo.
Più tardi, il Capo di Stato maggiore ritenne che l'ordine alle Forze Armate di attuazione dalla circolare op. 44 dovesse essere firmato dal Maresciallo Badoglio, ma non riuscì a rintracciarlo. Un timido tentativo lo effettuò la mattina dopo, senza alcun esito. Secondo Ruggero Zangrandi, Badoglio avrebbe posto un veto assoluto a quella diramazione, anche se, successivamente, il maresciallo avrebbe escluso che gli fosse mai stata chiesta alcuna autorizzazione.
All'alba del 9 settembre, secondo Indro Montanelli e Mario Cervi la superiorità germanica era incontestabile nell'Italia settentrionale, ma il rapporto era rovesciato nell'Italia centrale e nell'Italia meridionale, poiché le divisioni tedesche erano alle prese con gli anglo-americani che, dopo lo sbarco presso Reggio Calabria risalivano dal fondo lo stivale, e stavano per stabilire una testa di ponte a Salerno. In particolare a Roma, la situazione – sulla carta – era abbastanza favorevole all'esercito italiano (sei divisioni schierate, più altre due che stavano arrivando, per un totale di 50 000 uomini e 380 mezzi corazzati, a fronte di due divisioni tedesche, in totale circa 30 000 uomini, equipaggiati con 130 mezzi corazzati). Con il controllo degli aeroporti garantito dall'Operazione Giant 2 e il conseguente controllo dello spazio aereo, si poteva oggettivamente resistere, per i giorni necessari ad attendere l'arrivo delle truppe alleate dal meridione. Di avviso contrario fu il Capo di Stato Maggiore dell'Esercito Italiano Roatta che, in quelle ore, consegnò al generale Carboni un ordine scritto con il quale lo si nominava Comandante di tutte le truppe dislocate in Roma, escludendo, però, la difesa della capitale.
In tale clima il sovrano, il Maresciallo Badoglio e gli stessi Ambrosio e Roatta, il 9 settembre, alle ore 5.10, si accinsero a partire clandestinamente per raggiungere il Sud, via Pescara, percorrendo proprio la Via Tiburtina, ove Roatta aveva disposto il ripiegamento di un corpo d'armata motorizzato, inizialmente previsto a difesa di Roma. I sovrani e gli altri componenti della spedizione si imbarcarono la mattina del 10, dal porto di Ortona, con la Baionetta, diretti a Brindisi, dove si stabilì la sede del governo. Roma si arrese ai tedeschi il 10 settembre alle ore 16.00.

### Gli ultimi anni
Dopo il trasferimento a Brindisi, Ambrosio, il 18 novembre 1943, fu nominato Ispettore generale del Regio Esercito, e nella carica di Capo di Stato Maggiore generale fu sostituito dal maresciallo Giovanni Messe non appena liberato dalla prigionia inglese.
Il 31 luglio 1944 fu messo a disposizione del Ministero della Guerra. Collocato in congedo provvisorio il 1º luglio 1945, venne posto in congedo assoluto per età il 1º maggio 1954. Nel 1965 fu tolto il segreto di Stato alle risultanze dell'apposita commissione d'inchiesta sulla mancata difesa di Roma dell'8-10 settembre 1943.
I tre commissari, riuniti tra il 19 ottobre 1944 e il 5 marzo 1945 sotto la Presidenza del sottosegretario alla Guerra Mario Palermo, avevano dato un'interpretazione strettamente militare all'evento, attribuendone la responsabilità al Capo di Stato Maggiore dell'Esercito Mario Roatta e al comandante delle truppe dislocate in Roma generale Giacomo Carboni. Il generale Ambrosio, che era stato più volte ascoltato dalla Commissione, fu ritenuto non responsabile. In seguito, con sentenza del 19 febbraio 1949, anche gli altri due generali furono assolti da ogni accusa.
Il nome di Vittorio Ambrosio figura nell'elenco Central Registry of War Criminals and Security Suspects (Crowcass), compilato dagli Alleati anglo-americani (1947), delle persone ricercate dalla Jugoslavia per crimini di guerra.
Vittorio Ambrosio morì ad Alassio (SV) il 19 novembre 1958.